# Lagamar
Pour l’article homonyme, voir Lagamar (homonymie).
Lagamar ou Lagamal est une divinité élamite, ayant apparemment donné son nom à Kedorlaomer dont le nom signifie peut-être “serviteur de Lagamar”. La plus ancienne attestation de son nom se trouve dans une inscription en vieil akkadien figurant sur un sceau. Il avait un temple à Suse.
Chez les Élamites, Lagamar semble être une déesse. Mais il était considéré par les Babyloniens comme le fils d'Urash.
Une série d’inscriptions babyloniennes portent des noms proches de ceux des rois coalisés : Tudhula (Tidal), Eri-aku (Arioch), et Kudur-lahmil (Kédorlaomer).